# Sīāh Kamareh-ye Soflá
Sīāh Kamareh-ye Soflá (persiska: كَمَر سياهِ سُفلَى, كَمَرِه سياه, اَسَدابادِ كَمَر سياه, كَمَر سياه, Kamar Sīāh-e Soflá, سیاه کمره سفلی) är en ort i Iran.   Den ligger i provinsen Lorestan, i den västra delen av landet, 400 km sydväst om huvudstaden Teheran. Sīāh Kamareh-ye Soflá ligger 1 566 meter över havet och antalet invånare är 152.
Terrängen runt Sīāh Kamareh-ye Soflá är varierad. Runt Sīāh Kamareh-ye Soflá är det ganska tätbefolkat, med 72 invånare per kvadratkilometer. Närmaste större samhälle är Aleshtar, 4,7 km norr om Sīāh Kamareh-ye Soflá. Omgivningarna runt Sīāh Kamareh-ye Soflá är i huvudsak ett öppet busklandskap.